# Mašići (Novo Goražde)
Pour les articles homonymes, voir Mašići.
Mašići (en serbe cyrillique : Машићи) est un village de Bosnie-Herzégovine. Il est situé dans la municipalité de Novo Goražde et dans la république serbe de Bosnie. Selon les premiers résultats du recensement bosnien de 2013, il compte 283 habitants.

## Géographie
Mašići est situé à proximité de la rive gauche de la Drina.

## Démographie

### Répartition de la population par nationalités (1991)
En 1991, le village comptait 294 habitants, répartis de la manière suivante :